# Victoria van Saksen-Coburg en Gotha
Victoria Adelheid Maria Louisa (Buckingham Palace, Londen, 21 november 1840 — Kronberg im Taunus, 5 augustus 1901), was het oudste kind van koningin Victoria en prins-gemaal Albert van Saksen-Coburg en Gotha. Ze kreeg de titel Princess Royal van het Verenigd Koninkrijk in 1841. Ze werd Duits keizerin en koningin van Pruisen door haar huwelijk met de latere Duitse keizer Frederik III, ten tijde van zijn huwelijk prins Frederik Willem van Pruisen. Na de dood van haar man op 15 juni 1888 werd Victoria beter bekend als keizerin Frederik (in het Duits: Kaiserin Friedrich).

## Leven tot haar huwelijk

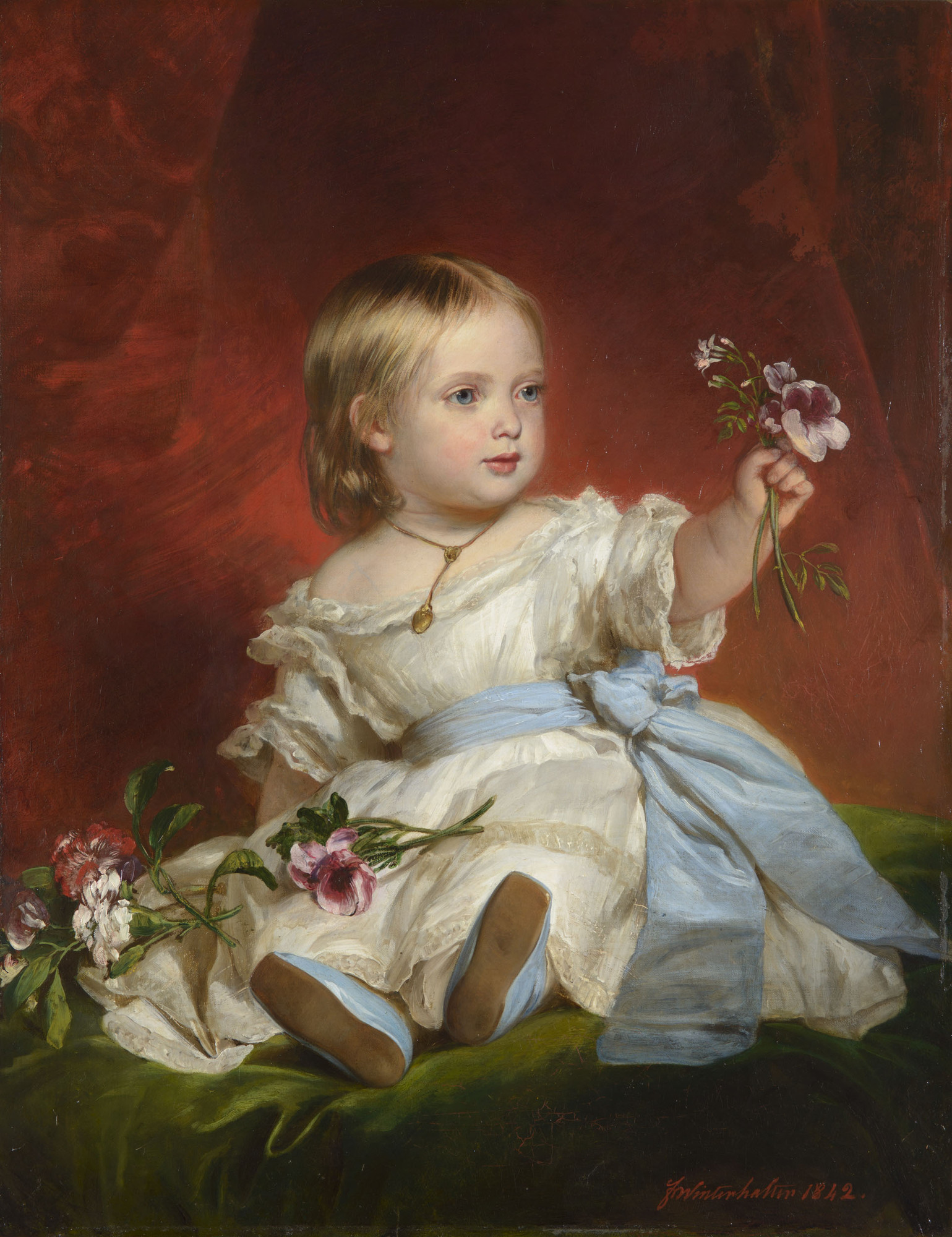
Victoria op tweejarige leeftijd, geschilderd door Franz Xaver Winterhalter

Victoria werd geboren op 21 november 1840 in Buckingham Palace, te Londen. Haar moeder was de toenmalige regerende Britse monarch, koningin Victoria, dochter van Eduard August, hertog van Kent, en diens echtgenote Victoire van Saksen-Coburg-Saalfeld. Victoria's vader was prins Albert van Saksen-Coburg en Gotha. Haar grootouders aan vaderskant waren hertog Ernst I van Saksen-Coburg en Gotha en hertogin Louise van Saksen-Gotha-Altenburg.
Ze werd gedoopt in de Troonzaal van Buckingham Palace op 10 februari 1841 door de aartsbisschop van Canterbury, William Howley. Haar meters en peters waren koningin Adelheid van Saksen-Meiningen de weduwe van koning Willem IV, Leopold I, koning der Belgen, de Hertog van Saksen-Coburg en Gotha, de hertog van Sussex, de hertogin van Gloucester en haar grootmoeder aan moederskant, de hertogin van Kent.
Als dochter van de vorstin werd Victoria automatisch een Britse prinses en stond ze bekend als Hare Koninklijke Hoogheid, Prinses Victoria. Toen ze geboren werd was Victoria de waarschijnlijke troonopvolger voor de troon van het Verenigd Koninkrijk. Dit bleef ze tot aan de geboorte van haar jongere broer prins Albert, de latere koning Edward VII op 9 november 1841. In 1841 creëerde koningin Victoria haar tot Princess Royal, een titel die sinds 1642 werd gegeven aan de oudste dochter van een regerend Britse monarch. Vanaf dat moment was Victoria beter bekend als HRH The Princess Royal. Binnen haar familie was Victoria beter bekend als Vicky.

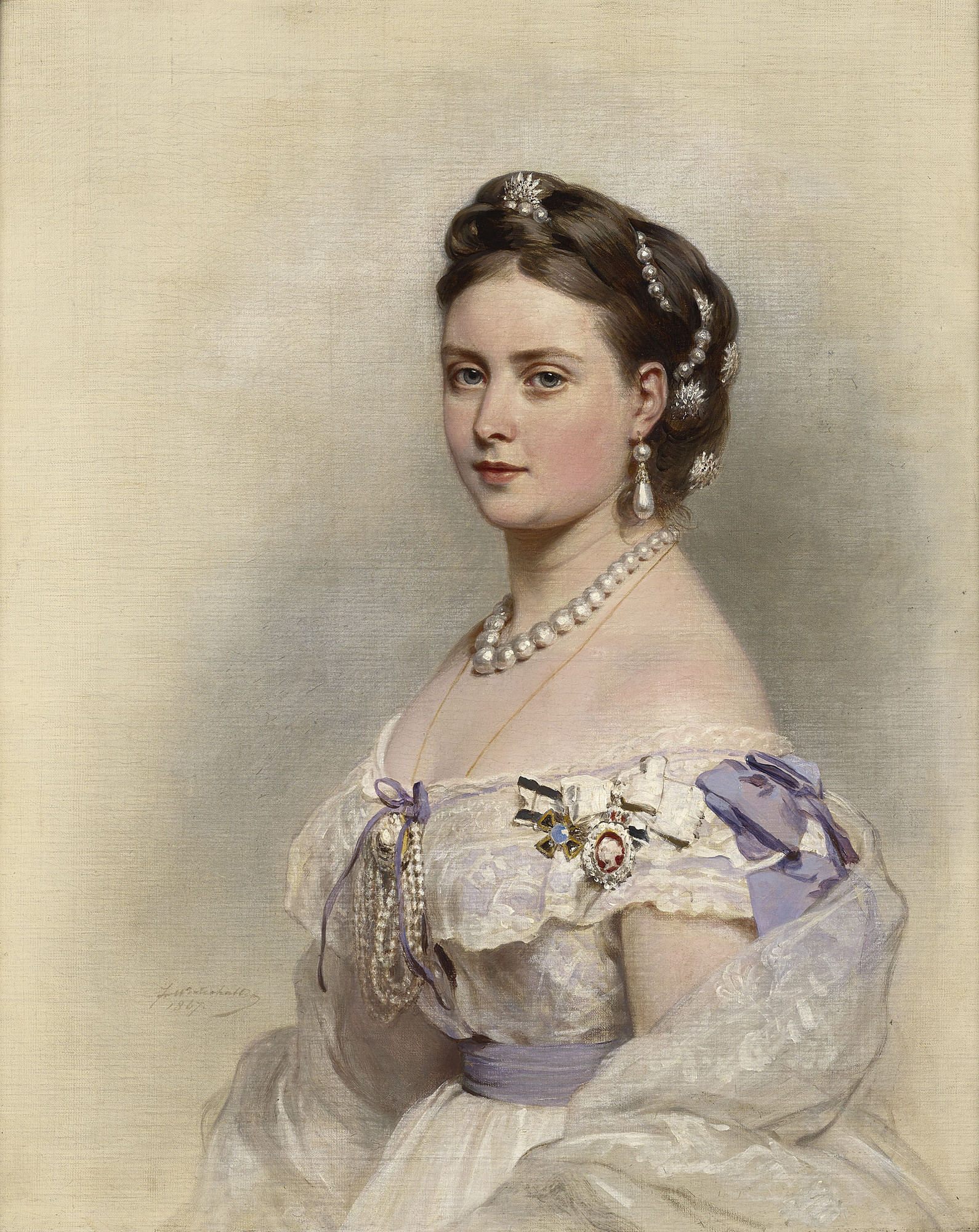
Kroonprinses Victoria van Pruisen, geschilderd door Franz Xaver Winterhalter in 1867

Haar ouders zagen nauwkeurig toe op haar opleiding en educatie. Op de leeftijd van vijf jaar kon zij al lezen en schrijven, haar aangeleerd door Lady Lyttelton. En ze kon ook al op jonge leeftijd Frans en Duits spreken, als vanzelf door het contact met de verschillende gouvernantes die ze had. Ze kreeg privéonderwijs in Grieks, Latijn, Frans, Duits, wis- en natuurkunde en geschiedenis. Haar vader gaf haar daarnaast nog onderricht in politicologie en filosofie.

## Huwelijk
In 1851 ontmoette Victoria haar toekomstige man, prins Frederik Willem van Pruisen (1831–1888), toen hij en zijn ouders in Londen waren op uitnodiging van koningin Victoria en prins Albert, om de opening bij te wonen van de Wereldtentoonstelling. In die tijd was Frederik, oudste zoon van prins Willem van Pruisen en prinses Augusta van Saksen-Weimar-Eisenach, tweede in lijn voor de Pruisische troon. In 1855 verloofde het stel zich toen Frederik een bezoek bracht aan Balmoral Castle. Victoria was in die tijd pas veertien jaar oud terwijl haar man vierentwintig jaar was.

Op 25 januari 1858 trouwden ze, op verzoek van koningin Victoria, in de Koninklijke Kapel van het St. James's Palace te Londen. Op de dag van het huwelijk zong het toegestroomde publiek: "God save the Prince and Bride! God keep their lands allied!". Het huwelijk werd uit liefde gesloten, maar had ook duidelijke dynastieke kanten. Een versteviging van de relatie tussen het Britse en het Pruisische vorstenhuis werd aan beide kanten toegejuicht. Alleen de vader van de bruidegom was minder enthousiast. Hij zag liever dat zijn zoon zou trouwen met een Russische grootvorstin. Augusta, de moeder van Frederik, was meer enthousiast over dit huwelijk. Zij zag dit als een kans om Pruisen te binden met het wat liberalere Groot-Brittannië. En ook koning Leopold I van België was een groot voorstander van dit huwelijk en had al langer het idee gekoesterd dat Frederik zou trouwen met Victoria. Dit had hij meerdere malen laten weten aan Christian Friedrich, Baron von Stockmar. Enkele weken na de voltrekking van hun huwelijk vertrok het paar naar Berlijn. Na een korte zeereis zetten ze hun reis verder over het vasteland. Ze kozen de stad Antwerpen als vertrekpunt.

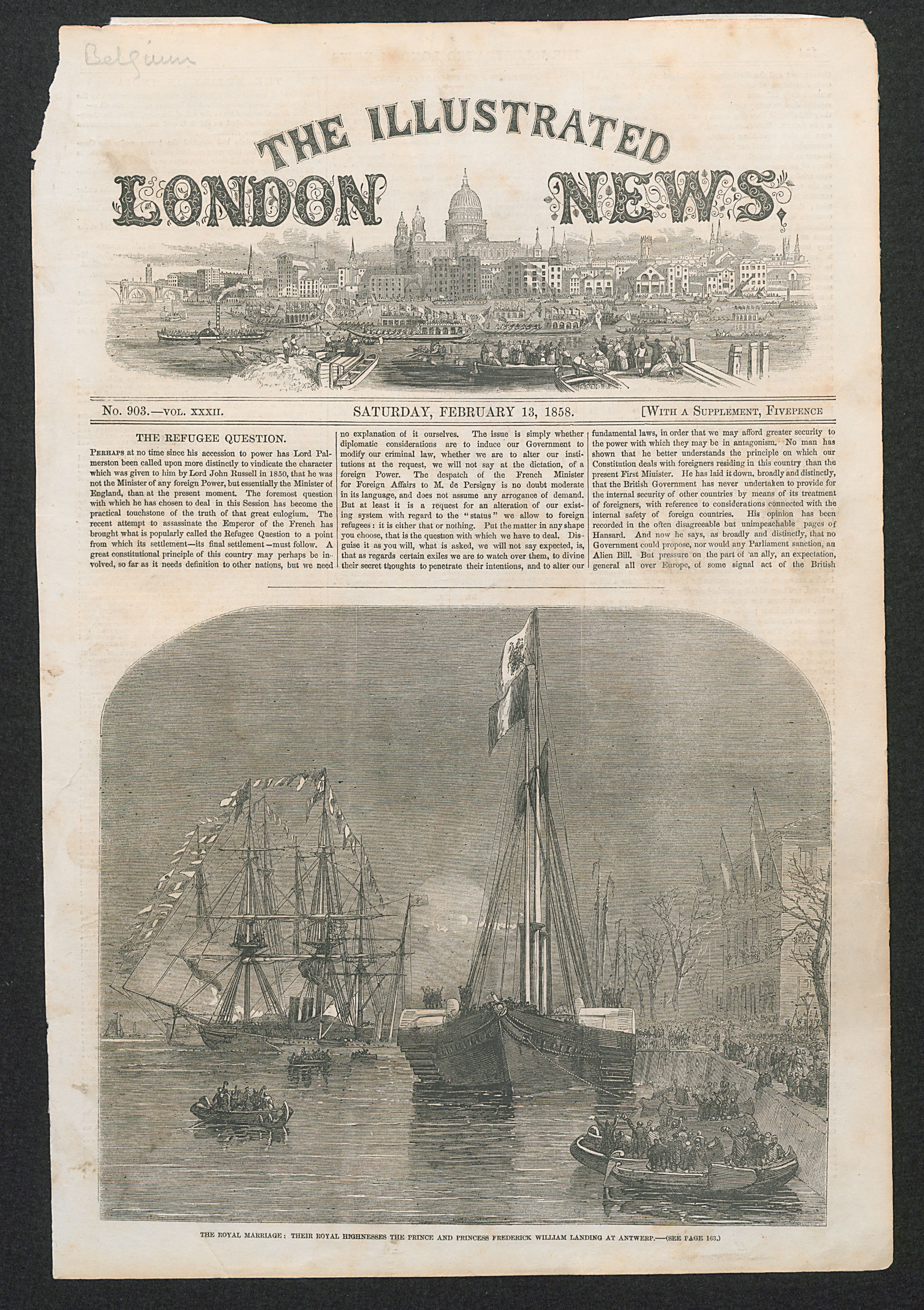
The Royal Marriage: Their Royal Highnesses the Prince and Princess Frederick William landing at Antwerp. (Prentenkabinet - Universiteit Antwerpen)

### Bezoek aan Antwerpen

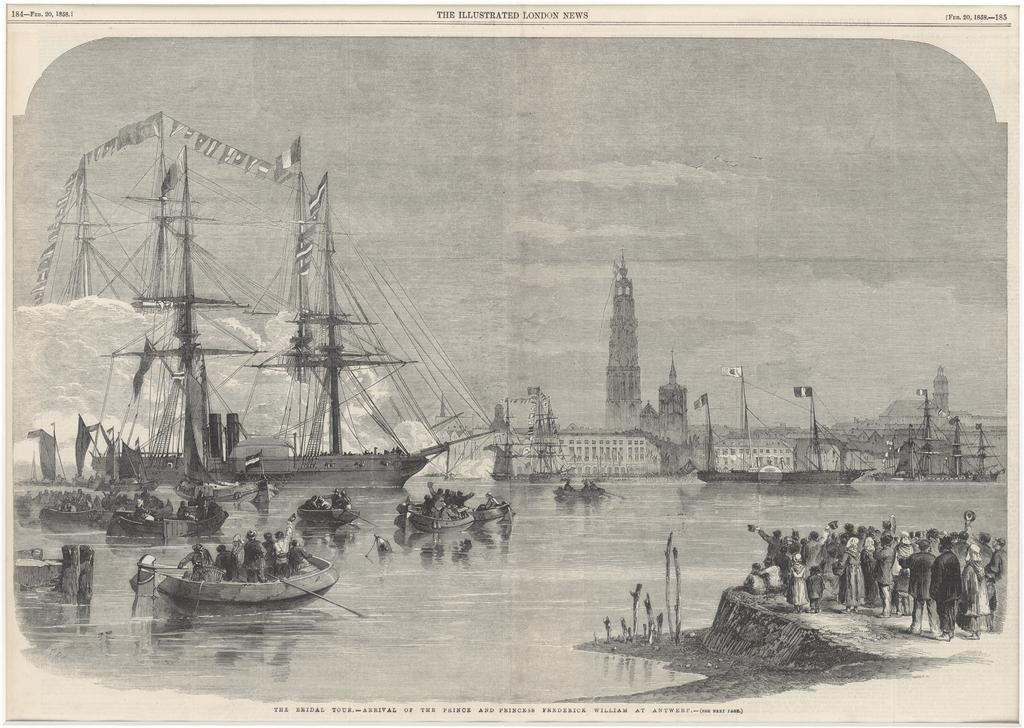
The Bridal Tour. Arrival of the Prince and Princess Frederick William at Antwerp. (Prentenkabinet - Universiteit Antwerpen)

Het paar arriveerde in Antwerpen op 3 februari 1858. De keuze voor Antwerpen valt te verklaren door goede dynastieke banden tussen koningin Victoria van Engeland en koning Leopold I van België. Toen de zeventienjarige Victoria met haar echtgenoot de Antwerpse haven binnen voer, stond grootoom Leopold haar op te wachten.
In een fraai versierde roeiboot voeren Leopold en zijn zonen, Leopold en Filips, naar het schip Victoria and Albert. Waarna ze Victoria en Frederik Willem naar de kade brachten waar ze begroet werden door verschillende andere hoogwaardigheidsbekleders. Hun aankomst werd gevierd met kanonschoten, eresaluten en zelfs vuurwerk. Naar de woorden van The Illustrated London News had dit vuurwerk "a very brilliant effect, and gave a great delight to the crowds assembled on the quays". Het gebeuren werd met grote belangstelling gevolgd door de inwoners van de stad.
Na de aankomst op kade nam het koninklijk gezelschap plaats in een koets waarin ze naar het station gebracht werden. Ze stapten op de trein naar Brussel en zetten zo hun reis verder richting Berlijn.

## Kroonprinses van Pruisen
Frederik kreeg van zijn vader de titel majoor-generaal in het Pruisische leger als cadeau ter gelegenheid van zijn huwelijk. Vanaf het begin was het huwelijk zeer goed en beide echtlieden waren zeer op elkaar gesteld. Victoria had ook een liberale opvoeding gehad en had dezelfde politieke opvattingen als haar man.
Tijdens de drie oorlogen rondom de Duitse eenwording (de Tweede Duits-Deense Oorlog (1864), de Oostenrijks-Pruisische Oorlog (1866) en de Frans-Duitse Oorlog (1870-1871)) stonden Frederik en Victoria aan de kant van Pruisen en de Noord-Duitse Bond. In 1864 steunden ze vol overtuiging Pruisen in de Pruisisch-Deense Oorlog. Deze steun veroorzaakte veel spanning in de Britse koninklijke familie, want de broer van Victoria, Albert was getrouwd met de Deense prinses Alexandra, de oudste dochter van koning Christiaan IX van Denemarken en koningin Louise. Koning Christiaan IX was namelijk ook de regerende hertog van het Hertogdom Sleeswijk en Holstein. Op 18 januari 1871 werd in het kasteel van Versailles het Duitse Keizerrijk opgericht door de vorsten van de Noord-Duitse Bond. Victoria's schoonvader, koning Wilhelm I van Pruisen, werd benoemd tot Duits Keizer (Deutscher Kaiser) met als aanspreek titel Keizerlijke en Koninklijke Majesteit (Kaiserliche und Königliche Majestät). Frederik en Victoria kregen toen de titel Duits Kroonprins en Kroonprinses met als aanspreektitel Keizerlijke en Koninklijke Hoogheid (Kaiserliche und Königliche Hoheit).

## Kinderen
Victoria en Frederik kregen samen acht kinderen:
| Naam                                                        | Afbeelding | Geboren           | Overleden        | Huwelijk |
| ----------------------------------------------------------- | ---------- | ----------------- | ---------------- | --- |
| Wilhelm Koning van Pruisen, Duits Keizer                    |            | 27 januari 1859   | 4 juni 1941      | Huwde in 1881 Augusta Victoria van Sleeswijk-Holstein-Sonderburg-Augustenburg. Werd vader van kroonprins Wilhelm en hertogin Victoria Louise van Brunswijk.                                  |
| Charlotte Prinses van Pruisen Hertogin van Saksen-Meiningen |            | 24 juli 1860      | 1 oktober 1919   | Huwde in 1878 met de latere hertog Bernhard III van Saksen-Meiningen. |
| Hendrik Prins van Pruisen                                   |            | 14 augustus 1862  | 20 april 1929    | Huwde in 1888 Irene van Hessen-Darmstadt. |
| Sigismund Prins van Pruisen                                 |            | 15 september 1864 | 18 juni 1866     | |
| Victoria Prinses van Schaumburg-Lippe                       |            | 12 april 1866     | 13 november 1929 | Wilde zich verloven met vorst Alexander I van Bulgarije. Huwde in 1890 met Adolf van Schaumburg-Lippe.                                                                                       |
| Waldemar Prins van Pruisen                                  |            | 10 februari 1868  | 27 maart 1879    | |
| Sophie Koningin der Hellenen                                |            | 14 juni 1870      | 13 januari 1932  | Huwde in 1889 Constantijn I van Griekenland. Zonen George, Alexander en Paul werden koning der Hellenen. Dochter Helena werd koningin van Roemenië. Dochter Irene werd koningin van Kroatië. |
| Margaretha Koningin van Finland                             |            | 22 april 1872     | 22 januari 1954  | Huwde in 1893 Frederik Karel van Hessen. |

## Duits Keizerin en Keizerin Frederik

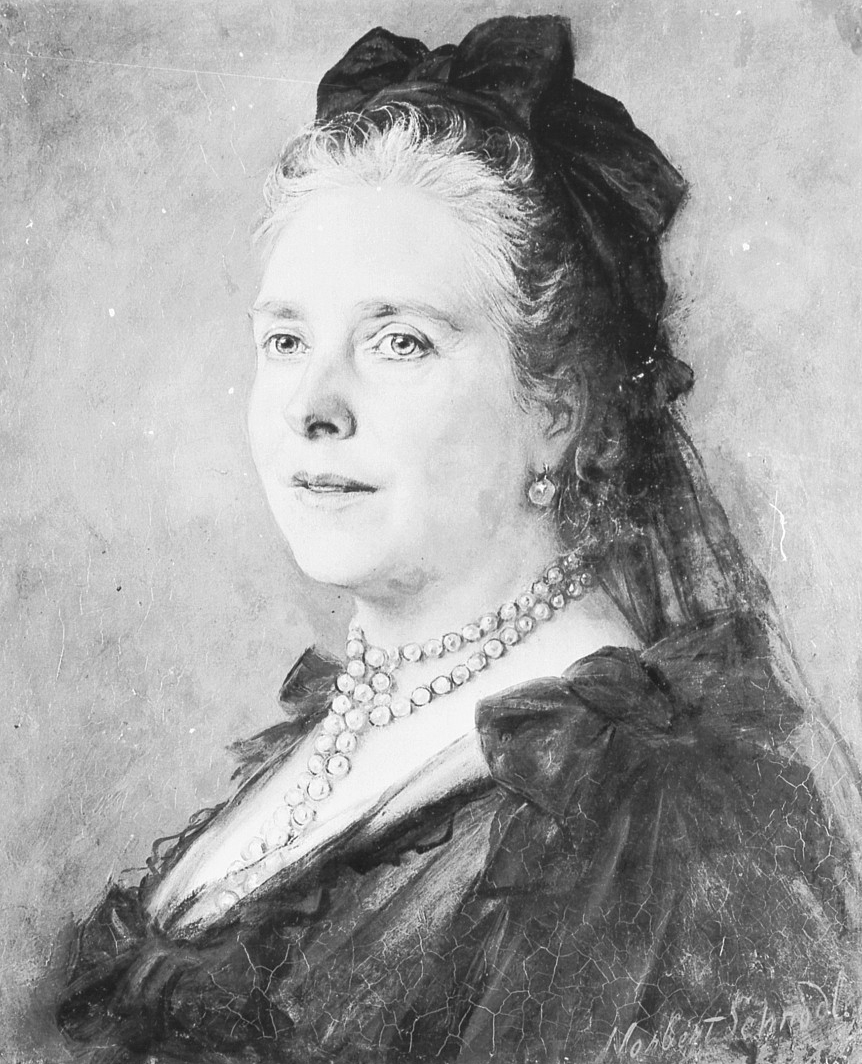
Victoria als keizerin-weduwe (portretschilderij van Norbert Schröder, circa 1900)

In 1861, toen Frederiks oom Frederik Willem IV stierf en Frederiks vader Wilhelm I de troon besteeg, werden Frederik en Victoria kroonprins en -prinses. Hun enigszins liberale en in elk geval anglofiele overtuigingen brachten hen regelmatig in conflict met de conservatieve Pruisische minister-president Otto von Bismarck.
Op 9 maart 1888 overleed Frederiks vader, Wilhelm I, op 90-jarige leeftijd, en werden Frederik en Victoria keizer en keizerin van het inmiddels verenigde Duitse Rijk. Hun regering zou van korte duur zijn, want de keizer leed aan keelkanker. Na slechts 99 dagen op de troon gezeten te hebben, overleed hij op 15 juni 1888. Frederik III werd opgevolgd door prins Wilhelm, als keizer Wilhelm II. Het jaar 1888 staat in Duitsland ook wel beter bekend als het Jaar van de Drie Keizers (Duits: Dreikaiserjahr). Victoria stond in Duitsland vaak bekend als Die Engländerin (de Engelse), dit vanwege haar geboorte in het Verenigd Koninkrijk. Echter haar bloed was bijna geheel Duits. Keizerin Victoria bleef in haar Duitse huishouding Engels spreken, ze leefde teruggetrokken in haar Kasteel Friedrichshof, een kasteel dat zij had laten bouwen ter gedachtenis aan wijlen haar man. Het kasteel staat in de heuvels nabij Kronberg im Taunus, niet ver van Frankfurt am Main.
Politiek gezien bleef Victoria liberaal in tegenstelling tot haar zoon, keizer Wilhelm II. Hun relatie was aanvankelijk zeer moeilijk, maar werd later beter toen zij niet meer in de schijnwerpers stond. In Berlijn stichtte Victoria scholen ten behoeve van het hoger onderwijs voor meisjes en scholen voor de opleiding van verpleegkundigen. Zowel in de tijd toen Victoria gehuwd was als in haar periode als weduwe behield zij een goed contact met de Britse koninklijke familie, in het bijzonder met haar jongere broer, Albert Eduard, de latere koning Edward VII. Ook had ze altijd een goede band gehad met haar jongere zus, prinses Alice, de Groothertogin van Hessen en aan de Rijn. Echter stierf prinses Alice al in 1878. Victoria's tweede zoon, prins Hendrik, was gehuwd met een dochter van Alice, prinses Irene.

### Overlijden
Bij Victoria werd in 1899 borstkanker vastgesteld, tijdens een bezoek aan haar moeder die op dat moment in Balmoral Castle verbleef. In de herfst van 1900 was de kanker al verspreid naar haar rug. Op 5 augustus 1901 stierf oud-keizerin Victoria op de leeftijd van 60 jaar, op 22 januari van datzelfde jaar was haar moeder, koningin Victoria, overleden. Ze werd bijgezet in de Koninklijke Friedenskirche te Potsdam op 13 augustus 1901. Naast Victoria ligt haar door haar zo geliefde man. Ook twee van haar acht kinderen liggen in deze kerk begraven: prins Sigismund en prins Waldemar.

## Kwartierstaat (voorouders)
| Frans van Saksen-Coburg-Saalfeld (1750-1806)    | Frans van Saksen-Coburg-Saalfeld (1750-1806)    | Frans van Saksen-Coburg-Saalfeld (1750-1806)    | Frans van Saksen-Coburg-Saalfeld (1750-1806)    | Frans van Saksen-Coburg-Saalfeld (1750-1806)    | Frans van Saksen-Coburg-Saalfeld (1750-1806)    | Augusta van Reuss-Ebersdorf en Lobenstein (1757-1831) | Augusta van Reuss-Ebersdorf en Lobenstein (1757-1831) | Augusta van Reuss-Ebersdorf en Lobenstein (1757-1831) | Augusta van Reuss-Ebersdorf en Lobenstein (1757-1831) | Augusta van Reuss-Ebersdorf en Lobenstein (1757-1831) | Augusta van Reuss-Ebersdorf en Lobenstein (1757-1831) |                                                    |                                                    | August van Saksen-Gotha-Altenburg (1772-1822) | August van Saksen-Gotha-Altenburg (1772-1822) | August van Saksen-Gotha-Altenburg (1772-1822) | August van Saksen-Gotha-Altenburg (1772-1822) | August van Saksen-Gotha-Altenburg (1772-1822) | August van Saksen-Gotha-Altenburg (1772-1822) | Louise Charlotte van Mecklenburg-Schwerin (1779-1801) | Louise Charlotte van Mecklenburg-Schwerin (1779-1801) | Louise Charlotte van Mecklenburg-Schwerin (1779-1801) | Louise Charlotte van Mecklenburg-Schwerin (1779-1801) | Louise Charlotte van Mecklenburg-Schwerin (1779-1801) | Louise Charlotte van Mecklenburg-Schwerin (1779-1801) |                                               |                                               | George III van het Verenigd Koninkrijk (1738-1820) | George III van het Verenigd Koninkrijk (1738-1820) | George III van het Verenigd Koninkrijk (1738-1820) | George III van het Verenigd Koninkrijk (1738-1820) | George III van het Verenigd Koninkrijk (1738-1820) | George III van het Verenigd Koninkrijk (1738-1820) | Charlotte van Mecklenburg-Strelitz (1744-1818) | Charlotte van Mecklenburg-Strelitz (1744-1818) | Charlotte van Mecklenburg-Strelitz (1744-1818) | Charlotte van Mecklenburg-Strelitz (1744-1818) | Charlotte van Mecklenburg-Strelitz (1744-1818)   | Charlotte van Mecklenburg-Strelitz (1744-1818)   |                                                  |                                                  | Frans van Saksen-Coburg-Saalfeld (1750-1806)     | Frans van Saksen-Coburg-Saalfeld (1750-1806)     | Frans van Saksen-Coburg-Saalfeld (1750-1806)     | Frans van Saksen-Coburg-Saalfeld (1750-1806)     | Frans van Saksen-Coburg-Saalfeld (1750-1806)     | Frans van Saksen-Coburg-Saalfeld (1750-1806)     | Augusta van Reuss-Ebersdorf en Lobenstein (1757-1831) | Augusta van Reuss-Ebersdorf en Lobenstein (1757-1831) | Augusta van Reuss-Ebersdorf en Lobenstein (1757-1831) | Augusta van Reuss-Ebersdorf en Lobenstein (1757-1831) | Augusta van Reuss-Ebersdorf en Lobenstein (1757-1831) | Augusta van Reuss-Ebersdorf en Lobenstein (1757-1831) |  |  |  |  |  |  |  |  |  |  |  |  |  |  |  |  |  |  |  |  |  |  |  |  |  |  |  |  |  |  |  |  |  |  |  |  |  |  |  |  |  |  |  |  |  |  |  |  |
| Frans van Saksen-Coburg-Saalfeld (1750-1806)    | Frans van Saksen-Coburg-Saalfeld (1750-1806)    | Frans van Saksen-Coburg-Saalfeld (1750-1806)    | Frans van Saksen-Coburg-Saalfeld (1750-1806)    | Frans van Saksen-Coburg-Saalfeld (1750-1806)    | Frans van Saksen-Coburg-Saalfeld (1750-1806)    | Augusta van Reuss-Ebersdorf en Lobenstein (1757-1831) | Augusta van Reuss-Ebersdorf en Lobenstein (1757-1831) | Augusta van Reuss-Ebersdorf en Lobenstein (1757-1831) | Augusta van Reuss-Ebersdorf en Lobenstein (1757-1831) | Augusta van Reuss-Ebersdorf en Lobenstein (1757-1831) | Augusta van Reuss-Ebersdorf en Lobenstein (1757-1831) |                                                    |                                                    | August van Saksen-Gotha-Altenburg (1772-1822) | August van Saksen-Gotha-Altenburg (1772-1822) | August van Saksen-Gotha-Altenburg (1772-1822) | August van Saksen-Gotha-Altenburg (1772-1822) | August van Saksen-Gotha-Altenburg (1772-1822) | August van Saksen-Gotha-Altenburg (1772-1822) | Louise Charlotte van Mecklenburg-Schwerin (1779-1801) | Louise Charlotte van Mecklenburg-Schwerin (1779-1801) | Louise Charlotte van Mecklenburg-Schwerin (1779-1801) | Louise Charlotte van Mecklenburg-Schwerin (1779-1801) | Louise Charlotte van Mecklenburg-Schwerin (1779-1801) | Louise Charlotte van Mecklenburg-Schwerin (1779-1801) |                                               |                                               | George III van het Verenigd Koninkrijk (1738-1820) | George III van het Verenigd Koninkrijk (1738-1820) | George III van het Verenigd Koninkrijk (1738-1820) | George III van het Verenigd Koninkrijk (1738-1820) | George III van het Verenigd Koninkrijk (1738-1820) | George III van het Verenigd Koninkrijk (1738-1820) | Charlotte van Mecklenburg-Strelitz (1744-1818) | Charlotte van Mecklenburg-Strelitz (1744-1818) | Charlotte van Mecklenburg-Strelitz (1744-1818) | Charlotte van Mecklenburg-Strelitz (1744-1818) | Charlotte van Mecklenburg-Strelitz (1744-1818)   | Charlotte van Mecklenburg-Strelitz (1744-1818)   |                                                  |                                                  | Frans van Saksen-Coburg-Saalfeld (1750-1806)     | Frans van Saksen-Coburg-Saalfeld (1750-1806)     | Frans van Saksen-Coburg-Saalfeld (1750-1806)     | Frans van Saksen-Coburg-Saalfeld (1750-1806)     | Frans van Saksen-Coburg-Saalfeld (1750-1806)     | Frans van Saksen-Coburg-Saalfeld (1750-1806)     | Augusta van Reuss-Ebersdorf en Lobenstein (1757-1831) | Augusta van Reuss-Ebersdorf en Lobenstein (1757-1831) | Augusta van Reuss-Ebersdorf en Lobenstein (1757-1831) | Augusta van Reuss-Ebersdorf en Lobenstein (1757-1831) | Augusta van Reuss-Ebersdorf en Lobenstein (1757-1831) | Augusta van Reuss-Ebersdorf en Lobenstein (1757-1831) |  |  |  |  |  |  |  |  |  |  |  |  |  |  |  |  |  |  |  |  |  |  |  |  |  |  |  |  |  |  |  |  |  |  |  |  |  |  |  |  |  |  |  |  |  |  |  |  |
|                                                 |                                                 |                                                 |                                                 |                                                 |                                                 |                                                       |                                                       |                                                       |                                                       |                                                       |                                                       |                                                    |                                                    |                                               |                                               |                                               |                                               |                                               |                                               |                                                       |                                                       |                                                       |                                                       |                                                       |                                                       |                                               |                                               |                                                    |                                                    |                                                    |                                                    |                                                    |                                                    |                                                |                                                |                                                |                                                |                                                  |                                                  |                                                  |                                                  |                                                  |                                                  |                                                  |                                                  |                                                  |                                                  |                                                       |                                                       |                                                       |                                                       |                                                       |                                                       |  |  |  |  |  |  |  |  |  |  |  |  |  |  |  |  |  |  |  |  |  |  |  |  |  |  |  |  |  |  |  |  |  |  |  |  |  |  |  |  |  |  |  |  |  |  |  |  |
|                                                 |                                                 |                                                 |                                                 | Ernst I van Saksen-Coburg en Gotha (1784-1844)  | Ernst I van Saksen-Coburg en Gotha (1784-1844)  | Ernst I van Saksen-Coburg en Gotha (1784-1844)        | Ernst I van Saksen-Coburg en Gotha (1784-1844)        | Ernst I van Saksen-Coburg en Gotha (1784-1844)        | Ernst I van Saksen-Coburg en Gotha (1784-1844)        |                                                       |                                                       |                                                    |                                                    |                                               |                                               | Louise van Saksen-Gotha-Altenburg (1800-1831) | Louise van Saksen-Gotha-Altenburg (1800-1831) | Louise van Saksen-Gotha-Altenburg (1800-1831) | Louise van Saksen-Gotha-Altenburg (1800-1831) | Louise van Saksen-Gotha-Altenburg (1800-1831)         | Louise van Saksen-Gotha-Altenburg (1800-1831)         |                                                       |                                                       |                                                       |                                                       |                                               |                                               |                                                    |                                                    |                                                    |                                                    | Eduard August van Kent (1767-1820)                 | Eduard August van Kent (1767-1820)                 | Eduard August van Kent (1767-1820)             | Eduard August van Kent (1767-1820)             | Eduard August van Kent (1767-1820)             | Eduard August van Kent (1767-1820)             |                                                  |                                                  |                                                  |                                                  |                                                  |                                                  | Victoire van Saksen-Coburg-Saalfeld ((1786-1861) | Victoire van Saksen-Coburg-Saalfeld ((1786-1861) | Victoire van Saksen-Coburg-Saalfeld ((1786-1861) | Victoire van Saksen-Coburg-Saalfeld ((1786-1861) | Victoire van Saksen-Coburg-Saalfeld ((1786-1861)      | Victoire van Saksen-Coburg-Saalfeld ((1786-1861)      |                                                       |                                                       |                                                       |                                                       |  |  |  |  |  |  |  |  |  |  |  |  |  |  |  |  |  |  |  |  |  |  |  |  |  |  |  |  |  |  |  |  |  |  |  |  |  |  |  |  |  |  |  |  |  |  |  |  |
|                                                 |                                                 |                                                 |                                                 | Ernst I van Saksen-Coburg en Gotha (1784-1844)  | Ernst I van Saksen-Coburg en Gotha (1784-1844)  | Ernst I van Saksen-Coburg en Gotha (1784-1844)        | Ernst I van Saksen-Coburg en Gotha (1784-1844)        | Ernst I van Saksen-Coburg en Gotha (1784-1844)        | Ernst I van Saksen-Coburg en Gotha (1784-1844)        |                                                       |                                                       |                                                    |                                                    |                                               |                                               | Louise van Saksen-Gotha-Altenburg (1800-1831) | Louise van Saksen-Gotha-Altenburg (1800-1831) | Louise van Saksen-Gotha-Altenburg (1800-1831) | Louise van Saksen-Gotha-Altenburg (1800-1831) | Louise van Saksen-Gotha-Altenburg (1800-1831)         | Louise van Saksen-Gotha-Altenburg (1800-1831)         |                                                       |                                                       |                                                       |                                                       |                                               |                                               |                                                    |                                                    |                                                    |                                                    | Eduard August van Kent (1767-1820)                 | Eduard August van Kent (1767-1820)                 | Eduard August van Kent (1767-1820)             | Eduard August van Kent (1767-1820)             | Eduard August van Kent (1767-1820)             | Eduard August van Kent (1767-1820)             |                                                  |                                                  |                                                  |                                                  |                                                  |                                                  | Victoire van Saksen-Coburg-Saalfeld ((1786-1861) | Victoire van Saksen-Coburg-Saalfeld ((1786-1861) | Victoire van Saksen-Coburg-Saalfeld ((1786-1861) | Victoire van Saksen-Coburg-Saalfeld ((1786-1861) | Victoire van Saksen-Coburg-Saalfeld ((1786-1861)      | Victoire van Saksen-Coburg-Saalfeld ((1786-1861)      |                                                       |                                                       |                                                       |                                                       |  |  |  |  |  |  |  |  |  |  |  |  |  |  |  |  |  |  |  |  |  |  |  |  |  |  |  |  |  |  |  |  |  |  |  |  |  |  |  |  |  |  |  |  |  |  |  |  |
|                                                 |                                                 |                                                 |                                                 |                                                 |                                                 |                                                       |                                                       |                                                       |                                                       | Albert van Saksen-Coburg en Gotha (1819-1861)         | Albert van Saksen-Coburg en Gotha (1819-1861)         | Albert van Saksen-Coburg en Gotha (1819-1861)      | Albert van Saksen-Coburg en Gotha (1819-1861)      | Albert van Saksen-Coburg en Gotha (1819-1861) | Albert van Saksen-Coburg en Gotha (1819-1861) |                                               |                                               |                                               |                                               |                                                       |                                                       |                                                       |                                                       |                                                       |                                                       |                                               |                                               |                                                    |                                                    |                                                    |                                                    |                                                    |                                                    |                                                |                                                |                                                |                                                | Victoria van het Verenigd Koninkrijk (1819-1901) | Victoria van het Verenigd Koninkrijk (1819-1901) | Victoria van het Verenigd Koninkrijk (1819-1901) | Victoria van het Verenigd Koninkrijk (1819-1901) | Victoria van het Verenigd Koninkrijk (1819-1901) | Victoria van het Verenigd Koninkrijk (1819-1901) |                                                  |                                                  |                                                  |                                                  |                                                       |                                                       |                                                       |                                                       |                                                       |                                                       |  |  |  |  |  |  |  |  |  |  |  |  |  |  |  |  |  |  |  |  |  |  |  |  |  |  |  |  |  |  |  |  |  |  |  |  |  |  |  |  |  |  |  |  |  |  |  |  |
|                                                 |                                                 |                                                 |                                                 |                                                 |                                                 |                                                       |                                                       |                                                       |                                                       | Albert van Saksen-Coburg en Gotha (1819-1861)         | Albert van Saksen-Coburg en Gotha (1819-1861)         | Albert van Saksen-Coburg en Gotha (1819-1861)      | Albert van Saksen-Coburg en Gotha (1819-1861)      | Albert van Saksen-Coburg en Gotha (1819-1861) | Albert van Saksen-Coburg en Gotha (1819-1861) |                                               |                                               |                                               |                                               |                                                       |                                                       |                                                       |                                                       |                                                       |                                                       |                                               |                                               |                                                    |                                                    |                                                    |                                                    |                                                    |                                                    |                                                |                                                |                                                |                                                | Victoria van het Verenigd Koninkrijk (1819-1901) | Victoria van het Verenigd Koninkrijk (1819-1901) | Victoria van het Verenigd Koninkrijk (1819-1901) | Victoria van het Verenigd Koninkrijk (1819-1901) | Victoria van het Verenigd Koninkrijk (1819-1901) | Victoria van het Verenigd Koninkrijk (1819-1901) |                                                  |                                                  |                                                  |                                                  |                                                       |                                                       |                                                       |                                                       |                                                       |                                                       |  |  |  |  |  |  |  |  |  |  |  |  |  |  |  |  |  |  |  |  |  |  |  |  |  |  |  |  |  |  |  |  |  |  |  |  |  |  |  |  |  |  |  |  |  |  |  |  |
|                                                 |                                                 |                                                 |                                                 |                                                 |                                                 |                                                       |                                                       |                                                       |                                                       |                                                       |                                                       |                                                    |                                                    |                                               |                                               |                                               |                                               |                                               |                                               |                                                       |                                                       |                                                       |                                                       |                                                       |                                                       |                                               |                                               |                                                    |                                                    |                                                    |                                                    |                                                    |                                                    |                                                |                                                |                                                |                                                |                                                  |                                                  |                                                  |                                                  |                                                  |                                                  |                                                  |                                                  |                                                  |                                                  |                                                       |                                                       |                                                       |                                                       |                                                       |                                                       |  |  |  |  |  |  |  |  |  |  |  |  |  |  |  |  |  |  |  |  |  |  |  |  |  |  |  |  |  |  |  |  |  |  |  |  |  |  |  |  |  |  |  |  |  |  |  |  |
|                                                 |                                                 |                                                 |                                                 |                                                 |                                                 |                                                       |                                                       |                                                       |                                                       |                                                       |                                                       |                                                    |                                                    |                                               |                                               |                                               |                                               |                                               |                                               |                                                       |                                                       |                                                       |                                                       |                                                       |                                                       |                                               |                                               |                                                    |                                                    |                                                    |                                                    |                                                    |                                                    |                                                |                                                |                                                |                                                |                                                  |                                                  |                                                  |                                                  |                                                  |                                                  |                                                  |                                                  |                                                  |                                                  |                                                       |                                                       |                                                       |                                                       |                                                       |                                                       |  |  |  |  |  |  |  |  |  |  |  |  |  |  |  |  |  |  |  |  |  |  |  |  |  |  |  |  |  |  |  |  |  |  |  |  |  |  |  |  |  |  |  |  |  |  |  |  |
| Victoria van Saksen-Coburg en Gotha (1840-1901) | Victoria van Saksen-Coburg en Gotha (1840-1901) | Victoria van Saksen-Coburg en Gotha (1840-1901) | Victoria van Saksen-Coburg en Gotha (1840-1901) | Victoria van Saksen-Coburg en Gotha (1840-1901) | Victoria van Saksen-Coburg en Gotha (1840-1901) |                                                       |                                                       | Edward VII van het Verenigd Koninkrijk (1841-1910)    | Edward VII van het Verenigd Koninkrijk (1841-1910)    | Edward VII van het Verenigd Koninkrijk (1841-1910)    | Edward VII van het Verenigd Koninkrijk (1841-1910)    | Edward VII van het Verenigd Koninkrijk (1841-1910) | Edward VII van het Verenigd Koninkrijk (1841-1910) |                                               |                                               | Alice van Saksen-Coburg en Gotha (1843-1878)  | Alice van Saksen-Coburg en Gotha (1843-1878)  | Alice van Saksen-Coburg en Gotha (1843-1878)  | Alice van Saksen-Coburg en Gotha (1843-1878)  | Alice van Saksen-Coburg en Gotha (1843-1878)          | Alice van Saksen-Coburg en Gotha (1843-1878)          |                                                       |                                                       | Alfred van Saksen-Coburg en Gotha (1844-1900)         | Alfred van Saksen-Coburg en Gotha (1844-1900)         | Alfred van Saksen-Coburg en Gotha (1844-1900) | Alfred van Saksen-Coburg en Gotha (1844-1900) | Alfred van Saksen-Coburg en Gotha (1844-1900)      | Alfred van Saksen-Coburg en Gotha (1844-1900)      |                                                    |                                                    | Arthur van Connaught en Strathearn (1850-1942)     | Arthur van Connaught en Strathearn (1850-1942)     | Arthur van Connaught en Strathearn (1850-1942) | Arthur van Connaught en Strathearn (1850-1942) | Arthur van Connaught en Strathearn (1850-1942) | Arthur van Connaught en Strathearn (1850-1942) |                                                  |                                                  | Beatrice van Saksen-Coburg en Gotha (1857-1944)  | Beatrice van Saksen-Coburg en Gotha (1857-1944)  | Beatrice van Saksen-Coburg en Gotha (1857-1944)  | Beatrice van Saksen-Coburg en Gotha (1857-1944)  | Beatrice van Saksen-Coburg en Gotha (1857-1944)  | Beatrice van Saksen-Coburg en Gotha (1857-1944)  |                                                  |                                                  | ... + 2 zusters en 1 broer                            | ... + 2 zusters en 1 broer                            | ... + 2 zusters en 1 broer                            | ... + 2 zusters en 1 broer                            | ... + 2 zusters en 1 broer                            | ... + 2 zusters en 1 broer                            |  |  |  |  |  |  |  |  |  |  |  |  |  |  |  |  |  |  |  |  |  |  |  |  |  |  |  |  |  |  |  |  |  |  |  |  |  |  |  |  |  |  |  |  |  |  |  |  |